# Nullana woldai
Nullana woldai är en insektsart som beskrevs av Delong och Martinson 1980. Nullana woldai ingår i släktet Nullana och familjen dvärgstritar. Inga underarter finns listade i Catalogue of Life.